# Ариніна Людмила Михайлівна
Людмила Михайлівна Ариніна (рос. Людми́ла Миха́йловна Ари́нина; нар. 8 листопада 1926, с. Синодське, Саратовська губернія, Російська РФСР, СРСР) — радянська, російська акторка театру і кіно. Заслужена артистка РРФСР (1976).

## Життєпис
Народилася в селі Синодському Саратовської губернії.
Закінчила ГІТІС (1948). Працювала в театрах Могильовської області (Могильовський обласний драматичний театр), Бресту (Брестський академічний театр драми), Кемеровської області (Кемеровський театр драми), Челябінському державному академічному театрі драми імені С. Цвіллінга (1956—1963).
У 1963—1969 рр. — акторка Ленінградського державного театру імені Ленінського комсомолу (Балтійський дім).
У 1969—1980 рр. — акторка Московського обласного державного театру імені О. М. Островського.
У кіно дебютувала в ролі Тані в кіноповісті «Чотири сторінки одного молодого життя» (1967). Після ролі Юлії Дмитрівни в телефільмі П. Фоменка «На все життя», за акторкою склалося амплуа самотньої, нещасливої жінки, ображеної долею. У цьому ж ключі вона працювала в картинах «Майже смішна історія», «Батьки і діди», «Весілля старшого брата» та інших.
Зіграла близько сотні різнопланових ролей в фільмах і серіалах — від характерних і комедійних до сентиментальних і чутливих, — серед яких «Ступінь ризику», «Мама вийшла заміж» (1969), «Учитель співу», «Строгови», «Білоруський вокзал», «Улюблена жінка механіка Гаврилова» (1981), «Клуб жінок» (1987), «Село Степанчиково» (1989).
Знялася в ряді українських картин: «Мій генерал» (1979), «Білий танець» (1981), «Казки старого чарівника» (1984), «Чужий дзвінок» (1985), «Блакитна троянда» (1988), «Рок-н-рол для принцес» (1990), «Гріх» (1991), «Будемо жити!» (1995) та ін.
У 1999—2006 роки — акторка Московського театру «Майстерня Петра Фоменка».
Лауреат театральної премії «Чайка» в номінації «Синхронне плавання» — за акторський ансамбль спектаклю «Три сестри» (2004).

## Вибіркова фільмографія
- «Мама вийшла заміж» (1969)
- «Білоруський вокзал» (1970, лікар)
- «Початок» (1970)
- «Драма зі старовинного життя» (1971)
- «Останні дні Помпеї» (1972)
- «Учитель співу» (1972)
- «Розумні речі» (1973)
- «Вінок сонетів» (1976)
- «Середина життя» (1976)
- «Освідчення в коханні» (1977)
- «Стрибунець» (1978)
- «Поїздка через місто» (1979)
- «Мій генерал» (1979)
- «Пливуть моржі» (1980)
- «Кохана жінка механіка Гаврилова» (1981)
- «Білий танець» (1981)
- «Конфліктна ситуація» (1981)
- «Батьки і діди» (1982)
- «Сімейна справа» (1982)
- «Прелюдія долі» (1984)
- «Гостя з майбутнього» (1984)
- «Поїздки на старому автомобілі» (1985)
- «Пробач» (1986)
- «Свято Нептуна» (1986)
- «Клуб жінок» (1987)
- «Публікація» (1988)
- «На допомогу, братці!» (1988)
- «Руанська діва на прізвисько Пампушка» (1989)
- «Гріх» (1991)
- «Білі одежі» (1992)
- «Будемо жити!» (1995)
- «Старі пісні про головне» (1995, ворожка)
- «Кошеня» (1996)
- «Життя забавами повне» (2001, Мар'яна Федорівна, мати Лариси)
- «Маленькі втікачі» (2004)
- «Ленінградець» (2006)
- «Андерсен. Життя без любові» (2006, бабуся Андерсена)
- «Батько» (2007)
- «Ювілей» (2007)
- «Міни у фарватері» (2008)
- «Гасіть світло» (2008)
- «Чизкейк» (2008)
- «Закон зворотного чарівництва» (2009)
- «Новорічний рейс» (2014)

та інші фільми…